# Camaronicultura

Granja de Camaronicultua en Corea.

La camaronicultura es una técnica de acuicultura que consiste en la cría de camarones para consumo humano.
Debido al uso de lenguaje coloquial para denominar distintas especies, puede generarse cierta confusión sobre todo en lo que respecta a camarones y a langostinos, ya que no se sigue un mismo criterios en todos los países. Lo que en España se conoce como langostinos se corresponden a los camarones de países de América y de Asia, es decir, a crustáceos de la familia Penaeidae. Los crustáceos que en Chile reciben el nombre de langostinos ni siquiera son del grupo de macruros nadadores. Actualmente, la tendencia en Latinoamérica es llamar a las especies de la familia Penaeidae camarones peneidos marinos o simplemente camarones, mientras que llaman langostinos a las especies de agua dulce de la familia Palaemonidae.

## Antecedentes históricos
Artículos principales: Acuicultura, María Concepción Rodríguez de la Cruz e Instituto Nacional de la Pesca.
El cultivo intensivo de éstas especies lo inició en Japón el doctor Motosaku Fujinaga en 1933, en las salinas de la isla de Seto al sur de Hiroshima, donde logró la reproducción en cautividad del Penaeus japonicus (kuruma o camarón japonés).
El doctor Fujinaga pasó más de diez años estudiando la biología de esta especie, y no fue hasta 1955 cuando inició el cultivo comercial. Para sus estudios, compraba a los pescadores las hembras maduras que estaban listas para desovar; cada hembra pone de 400 mil a 1.2 millones de huevos. Las transportaba hasta sus instalaciones y las ponía sobre serrín húmedo; colocaba los huevos en estanques interiores hasta que salían las larvas, a las que alimentaba con algas microscópicas y pequeños crustáceos. 
Cuando las larvas llegaban al estado juvenil, las trasladaba a grandes estanques que había construido en las salinas donde les daba como alimento almejas, gusanos y trozos de calamar hasta que alcanzaban tallas apropiadas para su comercialización.
En América Latina, la M. en C. mexicana, María Concepción Rodríguez de la Cruz, se convirtió en la primera persona en cultivar el camarón en el año de 1969. Aunque no con fines comerciales, sino como parte de las labores que se realizaban en el Instituto Nacional de Pesca. Esto se dio en Guaymas, Sonora, por medio del cultivo de camarón café. Aunque los trabajos técnicos continuaron en el Centro de Investigación Científica y Técnica de la Universidad de Sonora (CICTUS), y en Puerto Peñasco, Sonora, pasaron muchos años para que esta técnica pudiera instrumentarse de manera comercial, lo cual sucedió en el año de 1985.
Los estados de Sinaloa y Sonora fueron los pioneros en esta actividad, donde el cultivo se realizó en su mayor parte con poslarvas silvestres de camarón blanco, aunque actualmente existen algunos laboratorios dedicados a la producción controlada de estos estadios, el costo de producción hace más redituable el cultivo con organismos silvestres.
La experimentación de cría de camarones para propósitos comerciales comenzó en la década de 1970, y presentó un rápido crecimiento, particularmente para satisfacer las demandas del mercado de Estados Unidos, Japón y Europa Occidental. La producción total superó en el año 2003 las 1,6 toneladas de producción, por un valor de 9.000 millones de dólares. Más del 75% de la cría de camarones es realizada en Asia, destacando dentro del continente China y Tailandia se es además el mayor exportador mundial. El 25% restante de la producción se realiza mayormente en Latinoamérica, con Brasil a la cabeza.

## Técnica de cultivo

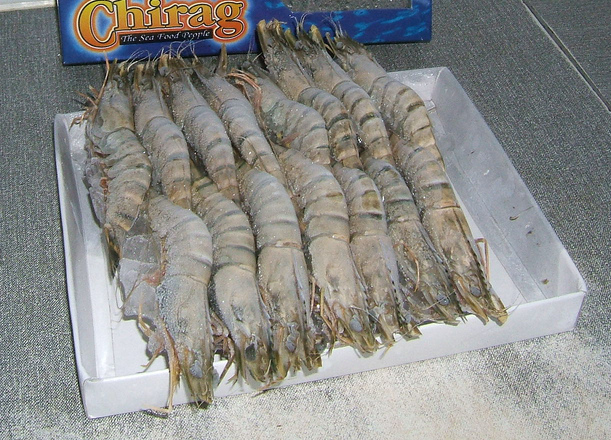
Comercialización de Penaeus monodon.

Como ocurre en la mayoría de cultivos, el del langostino se basa en su ciclo vital,
que es muy semejante en todas las especies de crustáceos.
Penaeus japonicus es una especie abundante en áreas de aguas tropicales y subtropicales, en zonas donde la plataforma continental desciende gradualmente y el fondo es de fango o de arena fina. En condiciones naturales se reproducen en alta mar y pasan sus etapas larvarias y juveniles en las lagunas litorales; otras especies similares no entran en estas zonas y pasan las primeras etapas de su vida en aguas de poca profundidad cercanas a la playa. 
Una vez han crecido, vuelven a aguas marinas (a profundidades de 14 a 45 metros) donde maduran sexualmente; es fácil reconocer a las hembras que están a punto de desovar ya que antes de liberar los huevos los ovarios se hacen visibles a través del exoesqueleto a causa de su coloración (va del naranja oscuro al verde oscuro).
Esas características se aprovechan para realizar el cultivo (en el caso de que sea un cultivo extensivo o de engorde). En la zonas de costa, se preparan una serie de estanques en los que entran de forma natural las larvas y juveniles (siembra); en esos estanques se
mantienen durante la fase de engorde, y se realiza el despesque cuando alcanza la talla comercial, generalmente antes de llegar a la madurez sexual y tiendan a salir de nuevo a mar abierto (cosecha).

## Demanda mundial
La producción mundial de langostinos a través de la pesca se ha estabilizado en unos 1.5 millones de toneladas anuales; los diez países principales con respecto a su pesca son India, China continental, Estados Unidos, Tailandia, Indonesia, México, Malasia, Japón, Vietnam y Brasil. Sin embargo, el consumo de estos animales experimenta cada año un incremento moderado, por lo que se presenta un déficit que sólo puede resolverse a través de su cultivo, aunque aún no representa más de un 10 % de la producción total anual.